# Phare d'Hellevoetsluis
Le phare d'Hellevoetsluis ou  phare d'Ouddorp est un phare  situé à Hellevoetsluis (île de Voorne-Putten) sur la commune de Goeree-Overflakkee, province de Hollande-Méridionale aux Pays-Bas.
Il est géré par le Rijkswaterstaat , l'organisation nationale de l'eau des Pays-Bas.
Il est classé monument national en 1982 par l'Agence du patrimoine culturel des Pays-Bas .

## Histoire
La tour a été conçue par J. Valk et construite en 1822 par K. van Golverdingen. La tour se trouve à l'entrée du port d'Hellevoetsluis en rive du bras de mer d'Haringvliet .
À sa construction, la tour fut équipée de trois réflecteurs paraboliques qui combinaient la lumière. En 1901, la tour fut reconstruite et en 1933, le système optique fut remplacé. En 1965, le phare a été restauré. L'ancien système optique fait partie d'une petite exposition à l'office de tourisme d'Hellevoetsluis.
En 2005, une nouvelle restauration a été financée par la municipalité d'Hellevoetsluis et de nombreux habitants de la ville. La tour est ouverte au public quelques dimanches en été et lors des Journées européennes du patrimoine.

## Description
Ce phare  est une tour cylindrique en brique, avec une galerie et une lanterne de 18 m de haut. La tour est peinte en blanc, la galerie est noire et le dôme de la lanterne blanche est rouge. Son feu isophase émet, à une hauteur focale de 17 m, un long éclat blanc, rouge et vert selon secteurs de 5 secondes par période de 10 secondes. Sa portée est de 11 milles nautiques (environ 20 km) pour le feu blanc et 8 milles nautiques (environ 15 km) pour le feu rouge et 7 milles nautiques (environ 13 km) pour le feu vert.
Identifiant : ARLHS : NET-042 ; NL-0728 -Amirauté : B0536 - NGA : 114-9624.

## Caractéristique dufeu maritime
Fréquence : 10 secondes (WRG)
- Lumière : 5 secondes
- Obscurité : 5 secondes

|             |
| La lanterne |

|          |
| Le phare |

### Lien connexe
- Liste des phares des Pays-Bas